# 낙타는 따로 울지 않는다
"낙타는 따로 울지 않는다"는 1991년에 개봉한 대한민국의 영화이다.

## 캐스팅
- 이혜숙 : 우희 역
- 손창민 : 박준 역
- 유동근 : 피터 한 역
- 박찬환 : 김민수 역
- 최성
- 최성호
- 최석호
- 조희진
- 이근찬 : 패잔병 역
- 김호근 : 지 사장 역
- 송석현 : 황 국장 역
- 이지희
- 장순애 : 주 마담 역
- 김연화 : 은하 역
- 홍권희
- 홍소연
- 윤연희
- 김영임
- 남정희
- 홍소연
- 김창현